# Ladislavia taczanowskii
Ladislavia taczanowskii är en fiskart som beskrevs av Dybowski, 1869. Ladislavia taczanowskii ingår i släktet Ladislavia och familjen karpfiskar. Inga underarter finns listade i Catalogue of Life.